# 1959-es közép-európai kupa
Az 1959-es közép-európai kupa a Közép-európai kupa történetének huszadik kiírása volt. A sorozatban Ausztria, Csehszlovákia, Jugoszlávia és Magyarország 2-2 csapattal képviseltette magát. A csapatok kupa rendszerben 2 mérkőzésen döntötték el a továbbjutást. Ha az összesítésben ugyanannyi gólt szereztek a csapatok a párharcokban, akkor sorsolással dőlt el a továbbjutó kiléte.
A kupát a Budapest Honvéd nyerte el, története során első alkalommal.

## Negyeddöntő
| 1. csapat     | Össz. | 2. csapat       | 1. mérk. | 2. mérk. |
| ------------- | ----- | --------------- | -------- | -------- |
| Wiener SC     | 2-8   | Budapest Honvéd | 2–1      | 0–7      |
| MTK           | 7-4   | Slavia Praha    | 5–0      | 2–4      |
| Vojvodina     | 4–3   | First Vienna    | 1–0      | 3–3      |
| Baník Ostrava | 3-4   | Partizan        | 1–1      | 2–3      |

## Elődöntő
| 1. csapat | Össz. | 2. csapat       | 1. mérk. | 2. mérk. |
| --------- | ----- | --------------- | -------- | -------- |
| MTK       | 2-1   | Vojvodina       | 2–1      | 0–0      |
| Partizan  | 5-51  | Budapest Honvéd | 3–3      | 2–2      |

- 1 Mivel az összesített eredmény 5–5 lett, sorsolás következett, melyet a Budapest Honvéd nyert meg.

## Döntő
| 1. csapat       | Össz. | 2. csapat | 1. mérk. | 2. mérk. |
| --------------- | ----- | --------- | -------- | -------- |
| Budapest Honvéd | 6-5   | MTK       | 4–3      | 2–2      |

### 1. mérkőzés
| 1959. augusztus 19. 17:00 |

| Budapest Honvéd             | 4–3   | MTK                                |
| --------------------------- | ----- | ---------------------------------- |
| Tichy 5' 16' 41' Gilicz 28' | (4–1) | Molnár 32' Sándor 50' Szimcsák 83' |

| Népstadion, Budapest Nézőszám: 20 000 Játékvezető: Zsolt István (magyar) |

| BUDAPEST HONVÉD: |   |                 |  |     |
|                  |   |                 |  |     |
| GK               |   | Faragó Lajos    |  |     |
| DF               |   | Törőcsik Ferenc |  |     |
| DF               |   | Szőcs János     |  | 27' |
| DF               |   | Dudás Zoltán    |  |     |
| MF               |   | Bozsik József   |  |     |
| MF               |   | Kotász Antal    |  |     |
| MF               |   | Marosi László   |  |     |
| MF               |   | Törőcsik István |  |     |
| FW               |   | Tichy Lajos     |  |     |
| FW               |   | Gilicz István   |  |     |
| FW               |   | Regős Zoltán    |  |     |
| Cserék:          |   |                 |  |     |
| MF               | ' | Galambos Antal  |  | 27' |
| Vezetőedző:      |   |                 |  |     |
| Sós Károly       |   |                 |  |     |

| MTK:             |   |                 |  |     |
|                  |   |                 |  |     |
| GK               |   | Gellér Sándor   |  | 46' |
| DF               |   | Palicskó Tibor  |  |     |
| DF               |   | Sipos Ferenc    |  |     |
| DF               |   | Lantos Mihály   |  |     |
| MF               |   | Nagy István     |  |     |
| MF               |   | Kovács Ferenc   |  |     |
| MF               |   | Sándor Károly   |  |     |
| FW               |   | Kuti István     |  | 44' |
| FW               |   | Bödör László    |  |     |
| FW               |   | Molnár János    |  |     |
| FW               |   | Szimcsák István |  |     |
| Cserék:          |   |                 |  |     |
| GK               | ' | Gelei József    |  | 46' |
| MF               | ' | Halmai József   |  | 44' |
| Vezetőedző:      |   |                 |  |     |
| Hidegkuti Nándor |   |                 |  |     |

### 2. mérkőzés
| 1959. szeptember 9. 19:30 |

| MTK                | 2–2   | Budapest Honvéd      |
| ------------------ | ----- | -------------------- |
| Molnár 75' Sas 85' | (0–1) | Tichy 37' Csinos 51' |

| Népstadion, Budapest Nézőszám: 60 000 Játékvezető: Erich Steiner (osztrák) |

| MTK:             |  |                 |
|                  |  |                 |
| GK               |  | Gelei József    |
| DF               |  | Palicskó Tibor  |
| DF               |  | Sipos Ferenc    |
| DF               |  | Lantos Mihály   |
| MF               |  | Nagy István     |
| MF               |  | Kovács Ferenc   |
| MF               |  | Sándor Károly   |
| FW               |  | Sas Gyula       |
| FW               |  | Bödör László    |
| FW               |  | Molnár János    |
| FW               |  | Szimcsák István |
| Vezetőedző:      |  |                 |
| Hidegkuti Nándor |  |                 |

| BUDAPEST HONVÉD: |   |                 |  |     |
|                  |   |                 |  |     |
| GK               |   | Faragó Lajos    |  |     |
| DF               |   | Törőcsik Ferenc |  |     |
| DF               |   | Dudás Zoltán    |  |     |
| MF               |   | Bozsik József   |  |     |
| MF               |   | Kotász Antal    |  |     |
| MF               |   | Törőcsik István |  |     |
| FW               |   | Budai László    |  |     |
| FW               |   | Kazinczy László |  |     |
| FW               |   | Tichy Lajos     |  |     |
| FW               |   | Gilicz István   |  |     |
| FW               |   | Szilasi János   |  | 26' |
| Cserék:          |   |                 |  |     |
| FW               | ' | Csinos András   |  | 26' |
| Vezetőedző:      |   |                 |  |     |
| Sós Károly       |   |                 |  |     |